# 永安坝水库
永安坝水库、永安坝南北库是位于新疆维吾尔自治区图木舒克市西南部的一座大型水库，以农业灌溉为主、兼有水产养殖:99，亦是一处风景旅游区，称永安坝生态旅游区。永安坝亦指永安坝北库的大坝。
水源来自于叶尔羌河下游:68、西北最大的平原水库——小海子水库。亦是小海子水库的二级调节水库。水库原为一个整体，因灌溉需求，“拦腰筑坝，一分为二，有调节闸相通”:9。即由巴塘线（库中公路）分隔为南北两个库区:99。“南库水深狭长、容量大，北库水浅，芦苇荡多，周边是大片湿地保护区”。永安坝水库与前进水库、小海子水库等组成了新疆叶尔羌河中下游湿地自然保护区。在第三师图木舒克市党委组织下，当地政府于2019年5月、8月完成自然保护区一期、二期勘界立标工作。
水库建成时属巴楚县，为兵团农三师（今图木舒克市）五个农业团场提供农业灌溉用水:99，兼有城市防洪、城镇供水功能。1979年开始建设，经过三次扩建。1983年正式完工蓄水，总库容为9000万m³:68。1984年，永安坝南库开始进行渔业生产:8。主要建筑：6孔泄洪闸、12孔拦河闸、2孔吐河泄洪闸、2孔盖美力克河泄洪闸、南库泄洪闸、灌区输水闸:99。永安坝南库、北库与小海子水库、托克拉克水库同属农三师小海子水库管理处管理:57。
2013年时，在国家统计局网站，水库所在区域以“兵团图木舒克市永安坝”之名列为图木舒克市下辖的一个类似乡级单位。

## 备注
1. ↑  鲁银华文章[5]:68“永安坝水库建设于1929年，经过3次扩建，在1983年正式完工。”周展鹏、陈磊2006年文章[3]:99“永安坝水库至建库以来，已有20余年的历史”。1929年当是1979年之误。